# Radama II
Radama II (Antananarivo, 23 de setembro de 1829 - Antananarivo, 12 de maio de 1863) foi o rei de Madagascar de 1861 até seu assassinato em 1863. Radama II sucedeu sua mãe Ranavalona I e foi sucedido por sua principal esposa, Rasoherina. Seu reinado foi marcado pelo fortalecimento das relações malgaxes com franceses e britânicos, assinando vários acordos e dando um início ao processo de industrialização do país. O rei também é muito lembrado por ter tido uma política oposta de sua tirana mãe, que visava a liberdade de culto, abertura comercial ao estrangeiro e o fim do escambo, introduzindo as primeiras moedas no país. O soberano foi morto estrangulado em 1863 durante um golpe de estado, mesmo assim, existem rumores de que tenha sobrevivido ao golpe e tenha vivido o resto da vida como camponês ao noroeste de Madagascar, perto do Lago Kinkony.

## Primeiros anos

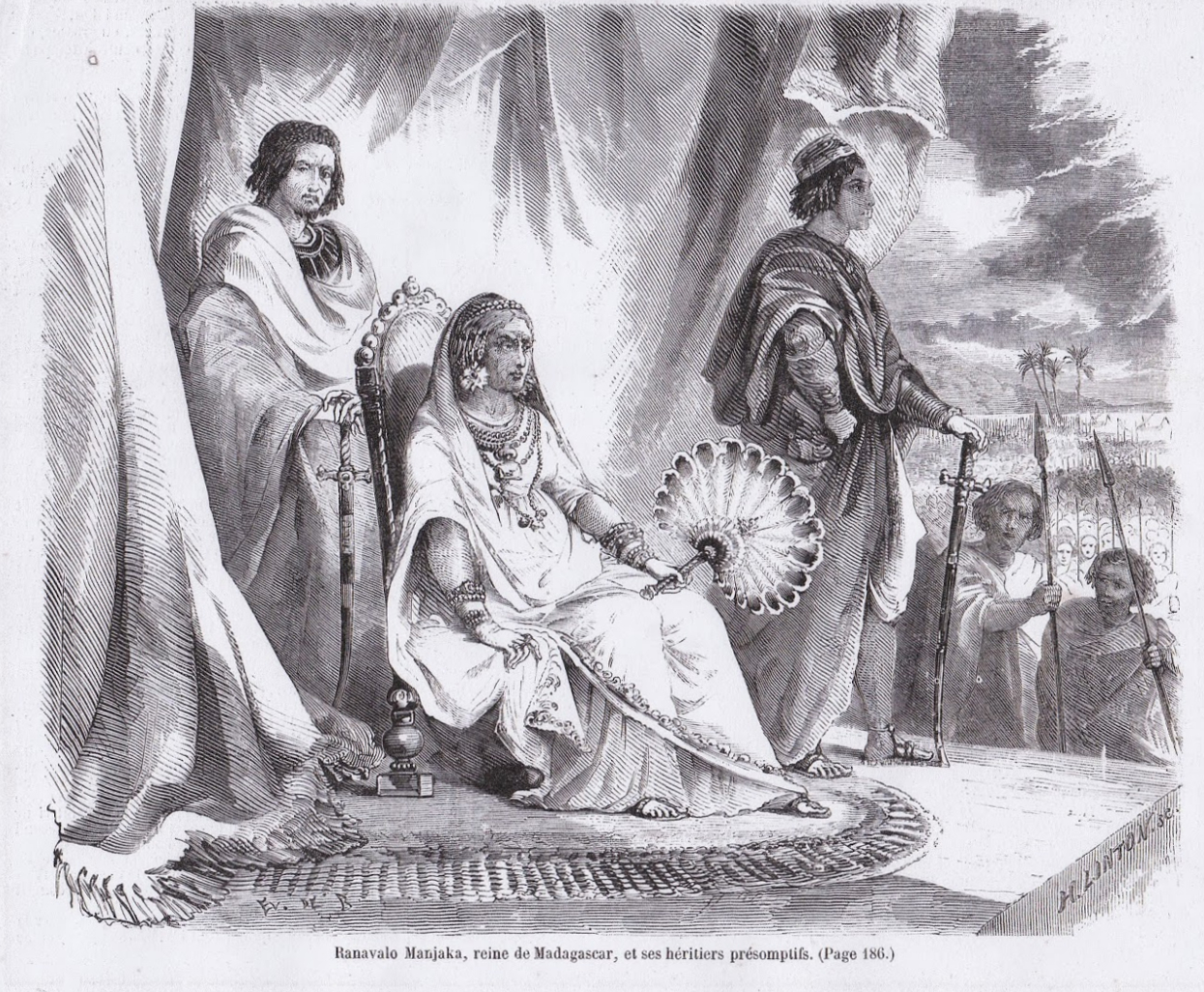
O então príncipe Rakoto (De pé atrás do Trono) e sua mãe Ranavalona I (Sentada ao Trono).

Nascido com o nome de Rakoto (Rakotosehenondradama), nasceu em 23 de setembro de 1829, na aldeia de Imasoandro, perto de Antananarivo. Foi o filho da então rainha Ranavalona I e oficialmente do falecido rei Radama I. Entretanto suspeita-se que o príncipe tenha sido filho de Andriamihja, um general do exercito malgaxe e amante da rainha. O que alimenta a hipótese do príncipe não ter sido filho do antigo rei foi o fato do mesmo não ter apreço pela sua esposa e ter uma relação conflituosa com a mesma. 
Em sua juventude como príncipe herdeiro passou a realizar trabalhos em nome de sua mãe, ainda servindo como príncipe regente, já que Ranavalona se encontrava em avançada idade. O herdeiro ao trono malgaxe assinou em 1855 um acordo com empresas francesas do empresário Joseph-François Lambert, na qual sedia terras do país para produção e exploração, a polêmica Carta Lambert. O príncipe ainda enfrentou muitas tentativas de assassinato e inclusive uma conspiração de 1857 que visava a deposição de Ranavalona, assim antecipando a ascensão do príncipe. O golpe nunca se concretizou.
Pouco antes da morte de Ranavalona, em 1861, o príncipe esteve em um disputa sucessória com seu primo Ramboasalama, que era favorecido pelos conservadores do parlamento, enquanto Rakoto tinha o apoio de seus irmãos, de progressistas e da própria rainha que sempre teve o desejo de que ele a sucedesse. Os progressistas e conservadores debatiam sobre a legitimidade e direito de Rakoto ao trono, porém no final das contas o príncipe acabou por ganhar a disputa, fazendo com que seu primo tivesse de jurar fidelidade, sendo mais tarde exilado para uma aldeia no interior do país.

## Reinado

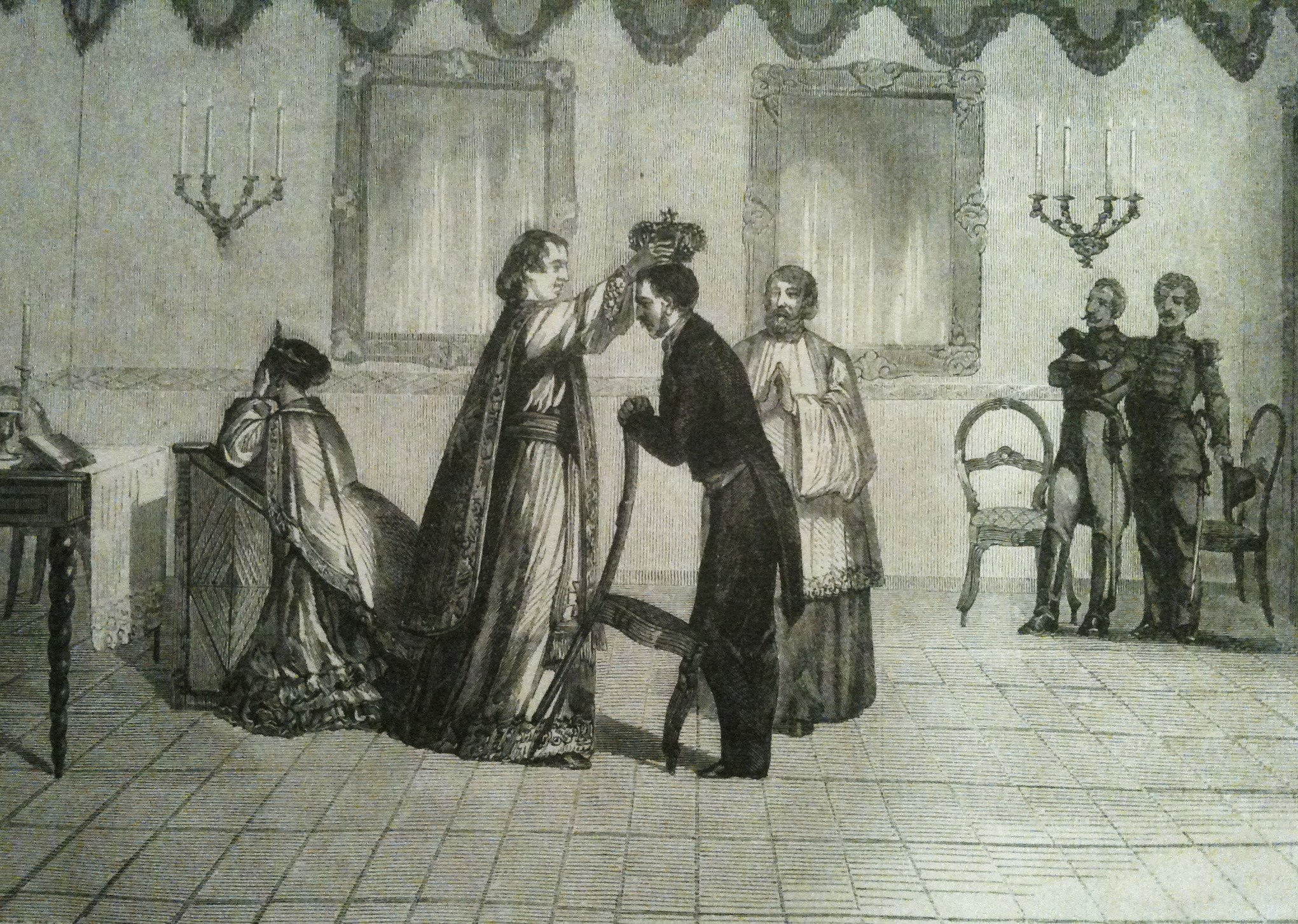
A Coroação do rei Radama II de Merina.

Logo após a morte natural de Ranavalona I, o príncipe foi aclamado como novo rei de Madagascar, assumindo o nome de Radama II, em homenagem ao fundador do país e oficialmente seu pai. Foi coroado no dia de seu aniversario em 23 de setembro de 1862. Radama II fortaleceu as relações com o Reino Unido e a França, tendo a ajuda de seu conselheiro real e antigo tutor, Joseph-Fraçois Lambert, que com a Carta Lambert possibilitou a ajuda de países europeus ao reino, criando casas modernas, modernizando o exercito, realizando um Parlamento com partidos políticos, fazendo com que Madagascar fosse um país bastante moderno em relação aos reinos e estados africanos continentais. Além das melhoras na infraestrutura, o rei acabou com muitos dos decretos feitos na época de sua mãe, tal como a perseguição aos cristãos e muçulmanos, as reformas nos sistemas de agricultura e da pecuária do interior. O rei deu o perdão real a muitos presos injustamente condenados durante o reinado anterior e os concedeu novamente a cidadania que lhes fora tirada. Os missionários na ilhas retornaram com Radama II e foi instituída a liberdade religiosa no país. A polêmica ordália da Tangena foi abolida e alguns animais antes proibidos, como porcos, foram permitidos para serem criados em fazendas. Foi durante o seu reinado dele que os palácios reais de Antananarivo foram modernizados, inspirados nos palácios franceses e britânicos.
Apesar da aproximação do rei com o estrangeiro e as sucessivas reformas sociais e estruturais dadas pelo mesmo, a aristocracia malgaxe do parlamento passou a temer pela perda de poder e influência, principalmente devido aos imigrantes franceses e britânicos que vinham para o país como empregados pessoais do rei.

## Assassinato
As constantes perdas de certos poderes de decisão dos membros aristocratas do parlamento ficou mais intenso a cada dia. Esta situação piorou bastante em 1863, com apenas dois anos de reinado do soberano. Na manhã de sexta-feira de 12 de maio de 1863, dois soldados malgaxes foram enviados pelos aristocratas para assassinar Radama II enquanto este estava dormindo em sua cama. O rei foi enforcado com uma lamba, já que o derramamento de sangue podia ser sinal de mal presságio. Sua esposa, Rabodo, tentou impedir que seu marido fosse morto e avançou contra os soldados durante sua execução, mas sem sucesso. 
Com a morte de Radama o trono foi oferecido a Radobo, que no primeiro momento não aceitou, mas devido a pressão dos guardas e a imposição de certas clausulas a rainha acabou aceitando. Na manhã seguinte a nova rainha foi obrigada a informar a todos os súditos que o rei havia cometido suicídio e que seu último desejo seria sua subida ao trono, que assumiu com o nome de Rasoherina.

## Rumores de uma sobrevivência
Após a morte do monarca, correram muitos rumores de que o mesmo não havia morrido e havia apenas ficado inconsciente, tendo acordado no momento em que seria sepultado e fugido. Os coveiros que estavam com o caixão teriam se assustado com o rei vivo e fugido de espanto, mentindo aos aristocratas de que tinham o sepultado. Os rumores se espalharam por toda a capital, fazendo alguns parlamentares ficarem em alerta. O historiador francês Delval descreveria depois de algumas pesquisas na ilha, que o rei teria sobrevivido e teria se exilado em uma aldeia no interior da ilha. Ainda conta que o rei estaria planejando um contra-ataque. Todas estas teorias foram descartadas a medida que o tempo passava e nenhum retorno acontecia. Mesmo assim, ainda suspeita-se que Radama tenha sobrevivido e tenha vivido o resto da vida em uma pequena aldeia ao norte da ilha como um camponês comum, vindo a falecer no final do século XIX.
Radama II foi o último monarca malgaxe a ter poderes políticos, assim como o último de sexo masculino. Sua sucessoras tiveram um poder representativo e controlado pelo parlamento e nobres.

## Descendentes
- Johns (c.1854 - 4 de maio de 1863). Foi o primeiro filho do rei, morrendo ainda na infância.
- Uma criança natimorta (7 de agosto de 1862)
- Rahamina, única filha sobrevivente do rei. Viveu durante muitos anos e teve três filhos.